# 朱約姆
朱約姆（波斯語：‎）是伊朗的城市，位於該國南部札格羅斯山脈東南部，由法爾斯省負責管轄，距離首府設拉子195公里，海拔高度841米，2006年人口6,396。